# Camborne

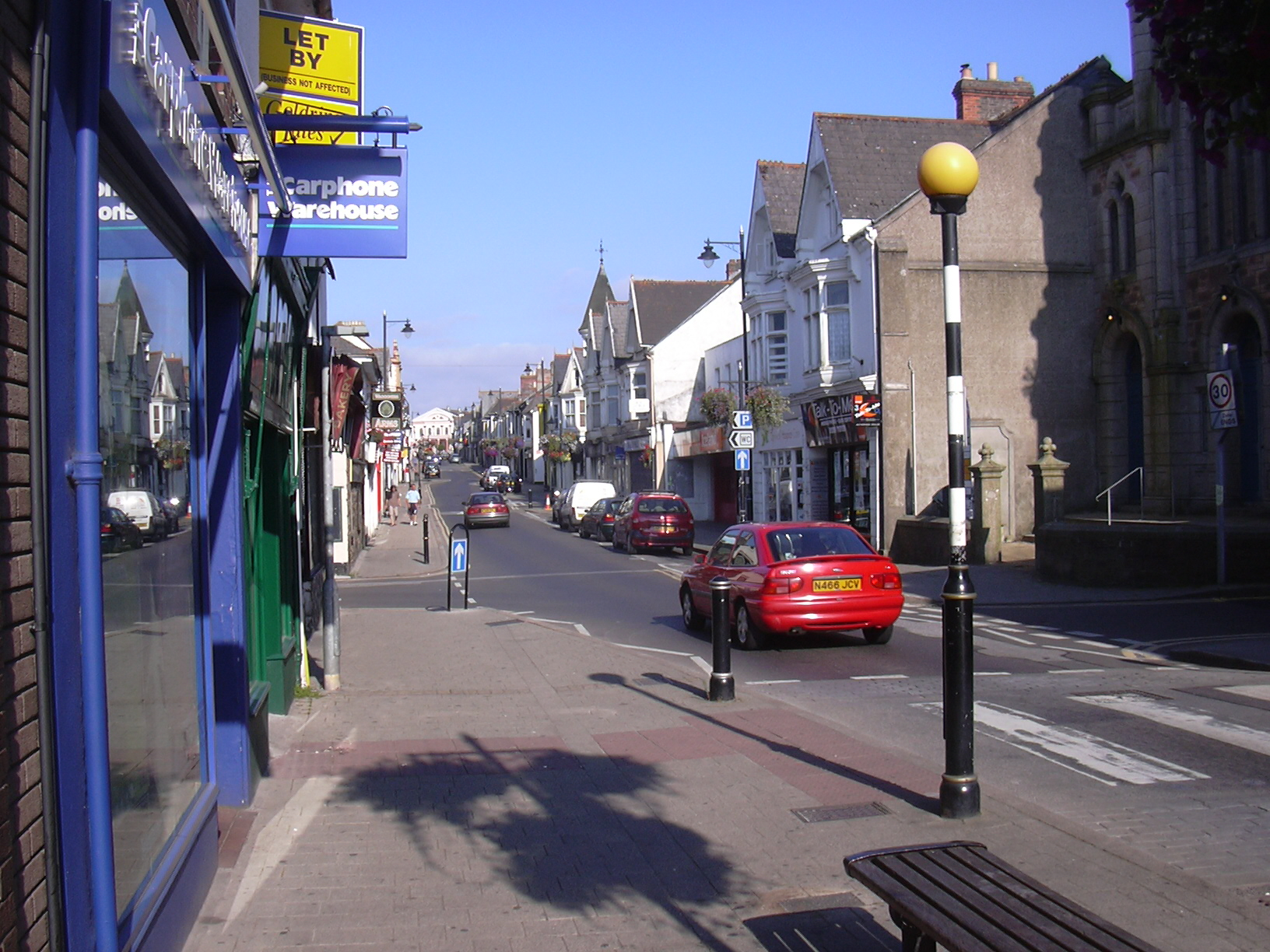
Camborne

Camborne (v kornštině Cambron = „křivý kopec“) se nachází v hrabství Cornwall ve Velké Británii. Tvoří západní konec souměstí společně s Poolem a Redruthem. Město leží v jedné z historicky nejbohatších důlních oblastí na světě. V současnosti má okolo 20 000 obyvatel, pokud by se započítalo celé souměstí se satelitními vesnicemi, žije tam kolem 40 000 obyvatel a jedná se o největší shluk sídel v Cornwallu.

## Historie
V roce 1931 byly nalezeny poblíž Camborne v Magor Farm v Illoganu rozvaliny římské vily. Týž rok byly zahájeny vykopávky pod vedením odborníků z cornwallského královského institutu. Do roku 2006 se jednalo o jediný nález římského osídlení na území celého Cornwallu. Dalším dokladem dřívějšího osídlení je popsaný oltářní kámen nalezený v Camborne. Nyní je uložen v kostele Sv. Martina. Je datován do desátého či jedenáctého století.
Význačnou událostí byl Štědrý den roku 1801, kdy parní silniční lokomotiva, postavená cambornským inženýrem Richardem Trevithickem, vykonala první jízdu s cestujícími ve vozidle s vlastním pohonem. První cesta mířila na Camborne Hill a na počest této skutečnosti byla dokonce složena píseň. Trevithick se narodil v Illoganu v roce 1771 jako syn horníka a vystudoval místní školu. Jeho úspěchy v oboru parní energie a dolování jsou připomínány oslavami na poslední dubnovou sobotu (Trevithick's Day) a jeho socha stojí v místní veřejné knihovně.

## Důlní průmysl
Camborne je známé jako centrum dřívějšího důlního průmyslu v Cornwallu s doly na cín a měď. Největší rozkvět zaznamenalo v druhé polovině 18. a první polovině 19. století. Důl Dolcoath („Stará země“), král cornwallských dolů, byl s hloubkou 1067 metrů (3500 stop) po mnoho let nejhlubším dolem na světě a jedním z nejstarších do svého uzavření v roce 1921. V Camborne se nachází poslední pracující cínový důl v Evropě, South Crofty, který byl uzavřen v roce 1998.

## Související průmysl
Kromě vlastních dolů bylo Camborne také domovém četných důležitých souvisejících průmyslových odvětví, včetně světoznámých sléváren Holmans (Compair). Tento rodinný podnik, založený v roce 1801, byl největším producentem ve městě i v celém Cornwallu, vyráběl se zde i slavný samopal Sten v průběhu druhé světové války a Holmanův světlomet byl ve výstroji královského loďstva. V době největšího rozmachu obklopovaly slévárny město ze tří stran a práci v nich našlo asi tři a půl tisíce lidí. Kvůli poklesu britského průmyslu byla nakonec továrna v roce 2001 Compair Holmans Camborne uzavřena. Malé množství vytěženého cínu z dolu South Crofty bylo odkoupeno místním podnikem a tato zásoba je postupně využívána v klenotnictví a výrobky z ní jsou označovány jako South Crofty Collection.

## Báňská škola
Vzhledem k významu rudního dolování pro ekonomiku Cornwallu se z Camborne School of Mines stalo jediné vzdělávací zařízení ve Velké Británii, které připravuje specialisty na „tvrdé“ horniny. Škola byla založena v roce 1851 jako Royal School of Mines, ale její začátky lze vysledovat až do roku 1829, kdy byly předloženy plány na její výstavbu. Nyní tvoří součást Exeterské univerzity a v roce 2004 přesídlila do kampusu university Tremough. Absolveni CSM nacházejí uplatnění v báňském průmyslu po celém světě. Škola vlastní velmi pěknou sbírku minerálů ve svém geologickém muzeu.

## Doprava
Kolem severního okraje města vede silnice A30 (dřívější průtah centrem města se stal silnicí A3048). Mezi centrem a Trelowarren Street je malé autobusové nádraží, zmiňované v historkách cornwallského komika Jethra. Asi půl míle od středu města na jih je železniční nádraží. Cambornská stanice bývala pověstná svými krátkými nástupišti, takže pasažéři cestující na hlavní lince mezi Londýnem a Penzance mohli nastupovat a vystupovat jen z určitých vagónů. Díky tomu ne všechny vlaky tu zastavovaly a některé dávaly přednost blízkému Redruthu. V současné době provozují dopravu společnosti CrossCountry a First Great Western. Od roku 1902 do roku 1927 mělo město jednu tramvajovou linku, vedoucí do Redruthu.

## Sport
V roce 1878 vznikl v Camborne ragbyový klub. Je jedním z nejslavnějších v hrabství a dodával hráče do reprezentace. V roce 1987 dosáhl nejlepšího umístění v nově vytvořených National leagues, když postoupil do čtvrté divize. V Camborne je jedna ze základen cornwallského ragbyového týmu a hrála zde řada mezinárodních mužstev včetně novozélandských All Blacks v letech 1905, 1924 a 1953, Austrálie v roce 1908, 1947 a 1967, Jihoafrické republiky v roce 1960, Spojených států v roce 1977 a dalších družstev, jako např. jihoafrických Barbarians či Canterbury z Nového Zélandu.

## Obnova
Navzdory špatné pověsti coby deprimovaného regionu je velká část Cornwallu včetně Camborne zahrnuta do schématu přestavby za 150 miliónů liber, od které se čeká, že zvrátí sociálně-ekonomický pokles v tomto bývalém průmyslovém srdci Cornwallu. Vládní programy obnovy měst by měly vytvořit kolem čtyř tisíc nových pracovních míst a zvýšit mzdy o 15 %.

## Politika
Od všeobecných voleb ve Velké Británii v roce 2005 má Camborne liberálně demokratickou poslankyni Julii Goldsworthy, která je zastánkyní větší samosprávy hrabství. Strana Mebyon Kernow, která má v cornwallském parlamentu většinu, má v Camborne hodně příznivců a po doplňovacích volbách se stala největší politickou stranou v městské radě. V radě okresu Kerrier má čtyři členy. V radě hrabství má šest křesel, o zbývající křesla se dělí liberální demokraté a dělnická strana po pěti a jedno křeslo mají konzervativci.